# Осада Пскова (1611, осень)
Осада Пскова — событие Смутного времени и русско-шведской войны 1610—1617 годов. Осада Пскова шведами под предводительством Эверта Горна началась 31 августа 1611 года, через несколько недель после взятия Новгорода. Накануне Псков на протяжении шести недель осаждался Лжедмитрием III, отступившим лишь 23 августа. Шведская осада продлилась до 7 октября.
В течение осады шведам удалось 7 сентября выбить петардой Взвозские ворота на реку Великую, однако последовавший штурм был отражён защитниками города, что деморализовало шведское войско. Спустя несколько дней Горн приказал произвести новый штурм с использованием штурмовых лестниц, но и он провалился. Дальнейшая тактика шведов заключалась в обстреле города и попытках заложить мины под городские стены, однако им не хватало хорошей артиллерии, а также казны для дополнительной оплаты, без которой солдаты отказывались идти на риск, связанный с совершением подкопов. Смелые вылазки псковичей, истощение боеприпасов и наступающие морозы, делавшие землю твёрдой, убедили Горна в необходимости снятия осады. Шведы предприняли ещё одну осаду Пскова в 1615 году, но она закончилась ещё большим поражением, при котором был убит и сам Горн.